# Fantastic (chaîne de télévision)
Pour les articles homonymes, voir Fantastic.
Fantastic était une chaîne de télévision pour enfants polonaise appartenant à Zone Vision lancée le 1er novembre 1999. 

## Description
La programmation quotidienne comprenait un bloc de douze heures consacré à Nickelodeon et un bloc supplémentaire de deux heures comprenant des émissions animées produites par Gaumont / Xilam.
Initialement, la chaîne diffusait des émissions avec une voix off. En 2000, toutes les séries étaient doublées. 
Le 1er juillet 2001, Zone Vision ferme la chaîne en raison de performances médiocres et d'une faible audience. Certains programmes Nickelodeon sont passés à des chaînes comme Canal +, MiniMax (maintenant Teletoon+), TVP3, Tele 5, RTL 7 (plus tard TVN 7), TV4, TVP 1, Disney Channel et KidsCo avant le lancement officiel de Nickelodeon Pologne le 10 juillet 2008.